# بيير برامبيا
بيير برامبيا (بالفرنسية: Pierre Brambilla)‏ ولد بتاريخ 12 مايو 1919 في سويسرا، وتوفي في 13 فبراير 1984، كان دراج فرنسي في صنف سباق الدراجات على الطريق.

## سجل النتائج

### سباقات أو مراحل فاز بها
- طواف إسبانيا

## وصلات خارجية
- الموقع الرسمي

## روابط خارجية
- بيير برامبيا على موقع أرشيف الدراجات (الإنجليزية)
- بيير برامبيا على موقع إحصائيات الدراجات الإحترافية (الإنجليزية)
- بيير برامبيا على موقع CycleBase (الإنجليزية)